# Innanlår

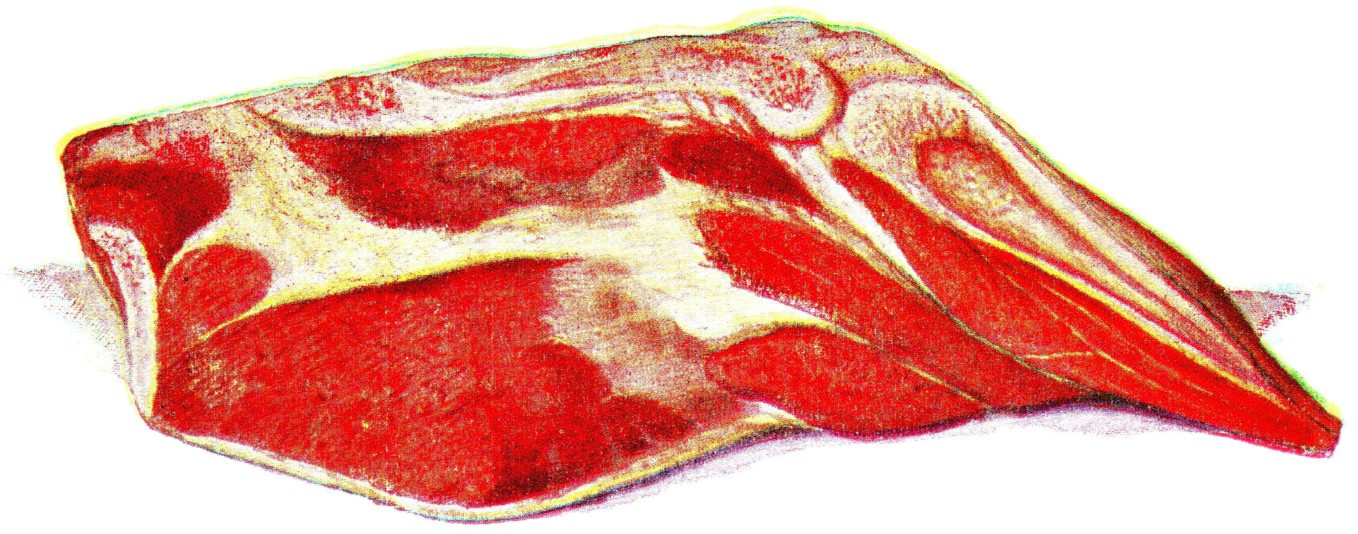
Innanlår, från Iduns kokbok

Innanlår är en förhållandevis mör styckningsdetalj. Innanlår kan stekas helt i ugn eller i skivor i stekpanna som lövbiff och rullader. Tärnat innanlår passar i finare grytor som Biff Stroganoff. Det passar också fint att grilla. Den klassiska maträtten Biff Rydberg tillagas ofta av innanlår som ett substitut för originalets oxfilé. Innanlår passar inte särskilt bra till långkokta grytor. Om köttet tillagas under lång tid drar det ihop sig och blir segt.